# Mikroregion Itajaí

Mikroregion Itajaí

Mikroregion Itajaí – mikroregion w brazylijskim stanie Santa Catarina należący do mezoregionu Vale do Itajaí. Ma powierzchnię 2.832,7 km²

## Gminy
- Balneário Camboriú
- Balneário Piçarras
- Barra Velha
- Bombinhas
- Camboriú
- Ilhota
- Itajaí
- Itapema
- Navegantes
- Penha
- Porto Belo
- São João do Itaperiú